# الإدارة العامة للديوانة التونسية
الإدارة العامة للديوانة التونسية هي إدارة ضريبية تونسية تتبع وزارة المالية .

## القوى العاملة
وبلغ إجمالي عدد العاملين في المديرية العامة للجمارك إلى 7.129 من ضباط الجمارك في 2019، مقسمة بين 3.768 ضباط ، 3.143 ضباط بتكليف غير و 218 الجمركية المساعدين.

## الأرقام
نصيب عائدات الجمارك من إيرادات الدولة
(الوحدة: مليون دينار تونسي)
| السنة | عائدات الديوانية | الإيرادات الضريبية الأخرى | المجموع |
| ----- | ---------------- | ------------------------- | ------- |
| 2015  | 4٬273            | 14٬273                    | 18٬546  |
| 2016  | 4٬865            | 13٬837                    | 18٬702  |
| 2017  | 15٬494           | 5٬693                     | 21٬187  |
| 2018  | 17٬489           | 7٬020                     | 24٬509  |
| 2019  | 21٬480           | 7٬421                     | 28٬901  |

## روابط خارجية
- الموقع الرسمي